# Lista över teknologmössor
Teknologmössa är en studentmössa som bärs av teknologer vid olika tekniska högskolor och universitet i Sverige och Finland. Mössans utformning varierar beroende på lärosäte, men vanliga delar inkluderar kulle, strimmel, soutage, tofs, kokard och spegater, som ofta signalerar utbildningstillhörighet, studieår och ibland civilstånd. Vissa lärosäten använder särskilda vintermössor, medan andra endast har en modell.
I Sverige används olika mössmodeller, oftast efter förebild från Uppsala eller Lund. Exempelvis använder Blekinge Studentkår Lundmodellen med vinröd kulle, mörkblå strimmel, guldgul soutage, svart tofs och kokard. Spegaternas färg beror på utbildning.
Chalmers studentkår använder en egen mössa med utdragen kulle åt höger. Sommarmössan har vit sammet och saknar soutage, medan vintermössan har svart sammet och guld soutage. Tofsen är svart och används året runt. Enligt tradition knyts dess cirka 360 trådar av bärarens pojk- eller flickvän till priset av en kyss per knut. Två svarta spegater används – majblommor fästs för att visa studieår, och kulornas placering signalerar civilstånd. Mössan bärs inte inomhus av män, utom vid högtid, då den kan placeras på vänster axel med tofsen över nacken och ner på bröstet.

## Historia

### Sverige
Chalmersmössan är Sveriges äldsta teknologmössa och skapades 1878 av Erik Brobeck efter norsk förebild. Samma år antogs den som kårsymbol och bars av alla. År 1908 bytte kåren till kubb i protest mot att andra skolor använt samma mössa, men återgick redan året därpå.
Göteborgs Aftonblad rapporterade 1899 att ränderna som betecknade årskurser togs bort och att kokarden ändrades till svenska färger. År 1909 skrev Göteborgs-Posten att mössan återinförts efter omröstning, även om protester förekom mot att även Skövde och Gävle använt liknande modeller. Det äldsta kända fotografiet av en chalmerist med mössa (utan tofs) är från 1867 och föreställer Karl Hilmer J:son Kollén.
Vid andra svenska lärosäten varierar mössans utformning. Högskolan i Gävle har mossgrön kulle, svart strimmel och tofs. Högskolan i Halmstad använder Halmstadmodellen med vit kulle på sommaren och marinblå på vintern samt gul soutage. Högskolan i Jönköping har blåsvart färg på kulle och strimmel. Vid Linnéuniversitetet i Kalmar bär SPIIK en vinröd kulle och svart strimmel, med olika spegater beroende på uppdrag och utbildning. Högskolan i Skövde använder en mörkblå kulle med specialpegater i olika färger.
Vid Karlstads universitet används teknologmössan sällan. Kungliga Tekniska högskolan använder grå kulle för civilingenjörer, lila för högskoleingenjörer och spegater i utbildningsspecifika färger. Linköpings tekniska högskola har mössor med mörkblå eller lila kulle. Luleå tekniska universitet har vinröd kulle och använder Teknologkårens emblem i stället för kokard. I Skellefteå används vit strimmel och vit tofs.
Vid Lunds tekniska högskola används Lundmodellen med vit sommarmössa och marinblå vintermössa, med vit soutage och svart tofs. Umeå universitet har mossgrön kulle och soutage i olika färger beroende på utbildning. Uppsala universitet använder en mörkblå kulle med silvergrå soutage och olika tofsfärger beroende på program; tidigare fanns en brun "tuppenmössa". Malmö högskola använder vinröd kulle och svart tofs. Mälardalens universitet har marinblå kulle och majblomma som kokard. Växjö universitet, Mittuniversitetet, Högskolan Dalarna och Örebro universitet har egna varianter, ofta baserade på Uppsalamodellen med färger och spegater efter utbildning och sektion.

### Finland
Även i Finland bärs teknologmössan av teknologstudenter vid olika universitet. Den vanligaste modellen är sexhörnig och ofta vit. Den svenskspråkiga Teknologföreningen vid Aalto-universitetet har en vit sommarmössa med teknikröd och gul insida samt en svart vintermössa. Tofsen är svart och kokarden är större än den finskspråkiga motsvarigheten.
Den finskspråkiga studentkåren THS vid Aalto-universitetet använder också vit mössa med teknikröd insida, svart tofs och guldfärgad kokard. Kemistklubben och DaTe vid Åbo Akademi bär vita mössor med guld- eller guldfärgad kokard. Vid Tammerfors tekniska universitet är mössan också vit med teknikröd insida och egen guldfärgad kokard.
Åbo universitet, Villmanstrands tekniska universitet, Uleåborgs universitet och Vasa universitet har egna modeller. Mössan i Villmanstrand är sjuhörnig med karelsk färgsättning. I Uleåborg används en "tippa"-modell med långt snöre där ett knut görs per läsår. Vasa universitet har en vit mössa med insida i rött och guld samt guldfärgad kokard med Vasakärven som motiv.